# Brachyloma concolor
Brachyloma concolor är en ljungväxtart som beskrevs av Ferdinand von Mueller. Brachyloma concolor ingår i släktet Brachyloma och familjen ljungväxter. Inga underarter finns listade i Catalogue of Life.